# Самуро (Пиза)
Самуро је насеље у Италији у округу Пиза, региону Тоскана.
Према процени из 2011. у насељу је живело 20 становника. Насеље се налази на надморској висини од 225 м.